# Хорхе Гірш
Хорхе Гірш або Хорхе Хірш (англ. Jorge E. Hirsch; нар. 1953 року) — американський фізик аргентинського походження. Професор фізики університету в Сан-Дієго. Відомий тим, що ввів у 2005 році визначення «Індекс Гірша» — індекс цитування для визначення продуктивності роботи вченого.

## Біографічні відомості
Хорхе Гірш народився в Буенос-Айресі (Аргентина). Там же отримав ступінь бакалавра. З 1976 року працював у Чиказькому університеті, де здобув ступінь доктора. У 1983 році Хорхе Гірш вступив до Університету Каліфорнії на кафедру фізики.
Наукова робота Гірша пов'язана з фізикою твердого тіла, надпровідністю та феромагнетизмом. Він вважає, що є єдиний механізм надпровідності для всіх матеріалів, який пояснює Ефект Мейснера і відрізняється від звичайного механізму кількома основними аспектами.
Також відомий своїми заявами щодо зовнішньої політики США, зокрема, про застосування ядерної зброї проти Ірану. У квітні 2006 року він, разом з дванадцятьма іншими фізиками, написав листа президенту США Джорджу Бушу-молодшому, в яких висловив свою стурбованість із цього приводу.

## Інтернет-ресурси
- Hirsch's research and public service page [Архівовано 26 листопада 2016 у Wayback Machine.]
- Jorge E. Hirsch [Архівовано 26 листопада 2016 у Wayback Machine.]

| науковець | Це незавершена стаття про науковця. Ви можете допомогти проєкту, виправивши або дописавши її. |